# شیکا
شیکا (به لاتین: Shika, Ishikawa) یک شهر در ژاپن است که در استان ایشیکاوا واقع شده‌است.

## خصوصیات
شیکا ۲۳٬۱۷۷ نفر جمعیت دارد.